# De ingewanden van het woud
De ingewanden van het woud is het tweede stripalbum uit de Legende-reeks. Het werd voor het eerst uitgegeven bij Soleil in 2004. Het album is getekend door Yves Swolfs die tevens het scenario schreef.